# Prospettività
In geometria descrittiva una prospettività è una relazione simmetrica tra due piani distinti o due rette distinte che ne mette in corrispondenza biunivoca i rispettivi punti. Si ottiene come risultato di una proiezione rispetto a un centro e di una sezione con un piano o con una retta. Due piani legati da una prospettività vengono detti prospettivi.
Il centro della proiezione è detto centro della prospettività, e la retta di intersezione dei due piani è detta asse della prospettività ed è anche il luogo dei punti uniti. La prospettività (e il principio di proiezione e sezione) fornisce una rappresentazione prospettica di un piano su un altro.
Quando l'asse della prospettività è una retta impropria, ovvero quando i due piani sono paralleli, la prospettività è un'omotetia tra i due piani. Se inoltre il centro della prospettività è un punto improprio (cioè se le rette di proiezione sono tra loro parallele), la prospettività è una traslazione.